# Helm des Zaren Michael I.
Ein Helm des Zaren Michael I. wird heute im Museum des Kreml aufbewahrt.

## Beschreibung
Der Helm ist vom Typ ein türkischer- oder persischer Kulah Khud oder Chichak. Er gleicht diesem Typus ohne besondere Abweichungen.
Die Helmglocke ist mit Goldgravuren (Niello) bedeckt. Unter den Motiven sind drei Kronen sowie Sprüche (Suren) aus dem Koran, die sich unterhalb der Helmspitze befinden. Auf dem gesamten Helm sind in Fassungen Edelsteine und Perlen angebracht. Am oberen Ende des Naseneisens befindet sich eine Platte mit Emaillearbeiten, die in der Gestalt des Erzengel Michaels gearbeitet ist. Die Innenseite ist mit einem Stoffpolster ausgeschlagen.

## Bildergalerie

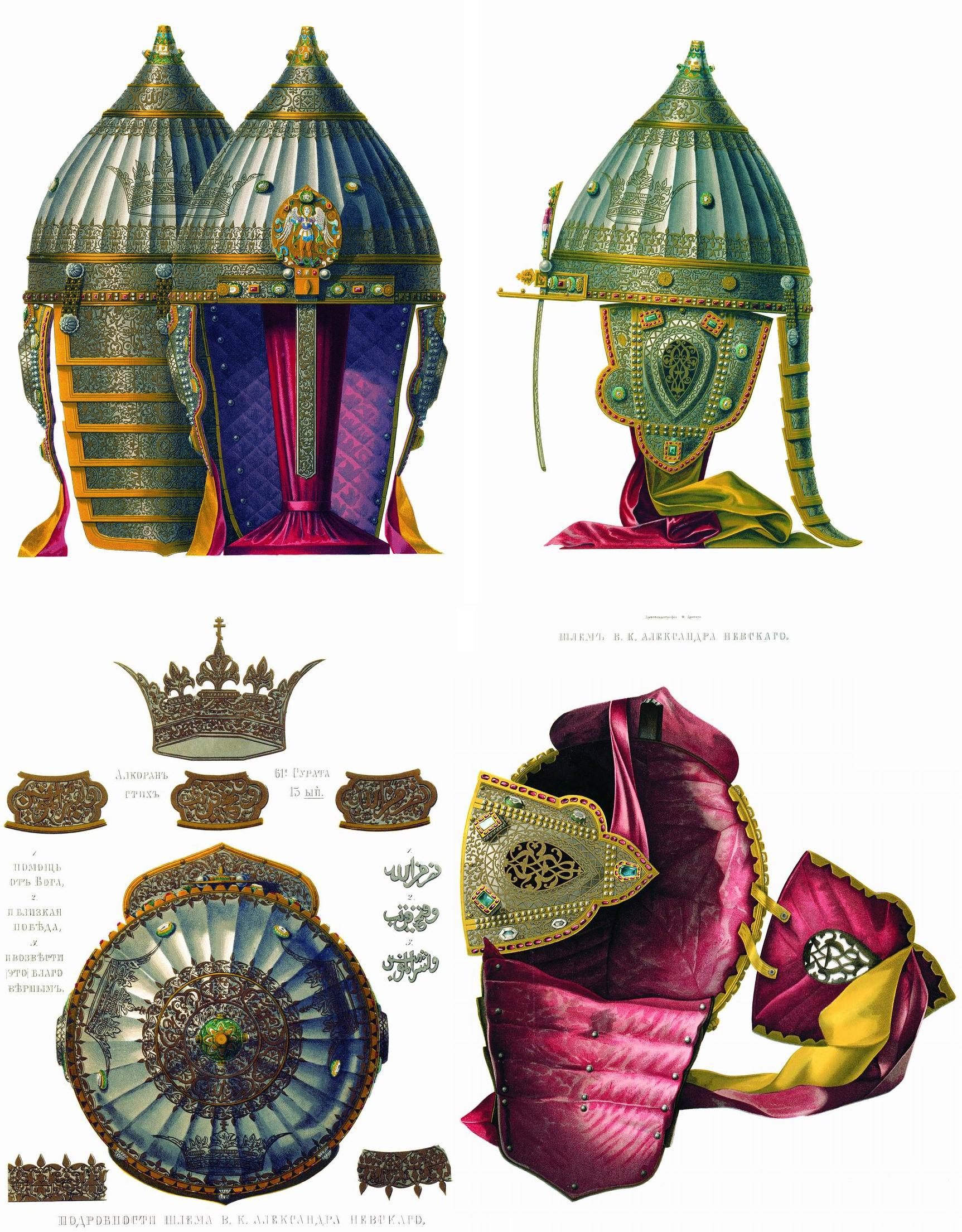
Rundumansicht